# 海地音樂
海地音樂種類相當多樣化，而音樂形式和當地大多數人信仰的一神教-巫毒教（Voodoo）有很大的關係。巫毒教是一個始於非洲地區的原始宗教，他們認為音樂是現實世界和理想世界間的橋樑和中介。這個理念對海地音樂影響極為深遠，因此海地流行的各種音樂體裁，差不多都與巫毒教的宗教儀式以及社會禮儀有關。

## 鼓
在一些的巫毒教信仰地區，鼓占有極大的地位。因此海地音樂最重要的樂器也是鼓，巫毒教儀式用鼓樂伴奏。海地鼓樂隊一般由三種大小不同的鼓和其他打擊樂器組成，許多打擊樂器就地取材、經過少許加工而製成的，如稱為「擦擦」的搖晃器，便是裝滿干種子的葫蘆，而「阿桑」則是掛着珠子的葫蘆。鼓樂隊中的三種鼓分別叫「媽媽鼓」、「爸爸鼓」和「寶寶鼓」，其中媽媽鼓最大，爸爸鼓居中，寶寶鼓最小。在同一首樂曲中，不同鼓的鼓點各異，加上其他打擊樂器，便組成復節奏。如在2/4拍的樂曲中，媽媽鼓兩拍敲一下，爸爸鼓敲出連續不斷的八分音符，寶寶鼓每拍都打出三連音，「擦擦」每拍都奏五連音，便構成了節奏的「對位」。

## 演唱
非洲民歌大多用一領眾和的方式演唱，海地民歌也是這樣。非洲民歌普遍採用五聲音階，巫毒教歌曲也採用這種音階。從海地傳統音樂的節奏、音階、演唱方法等方面來看，它的非洲特點都非常明顯。美國哈佛大學音樂研究團隊曾對海地音樂作過這樣的總結：「音樂曲式的節奏結構幾乎完全是非洲的，但在其旋律線中歐洲的影響還是有跡可循的（它們的旋律線既有照式照樣的歐洲民歌旋律，又有地地道道的非洲歌曲）。不過就其假聲運用、就其由領唱者唱出主題、由合唱隊加以重複以及在歌曲中加入無數轉調的作法來看，他們的唱法是非洲式的。」

## 其他樂器
海地音樂品種影響最大的是「拉拉」（Rara）「瓦西內」（vaccine）和。「拉拉」(Rara)原是海地狂歡節上的一種歌舞，節奏用鼓、金屬棒等打擊樂器奏出，旋律則是用「瓦西內」（vaccine）演奏，有時為了增加氣氛也會加用小號或薩克管。「瓦西內」（vaccine）是非洲樂器，由各種長度的金屬管和竹管組成，每根管只能吹一個音，每人手持一根管，好幾個人合作便能演奏旋律和和聲進行。20世紀末，「拉拉」被搬上國際音樂舞台，成為海地最流行的歌舞形式。